# Agrostis elmeri
Agrostis elmeri é uma espécie de gramínea do gênero Agrostis, pertencente à família Poaceae.